# Eulophia reticulata
Eulophia reticulata är en orkidéart som beskrevs av Henry Nicholas Ridley. Eulophia reticulata ingår i släktet Eulophia och familjen orkidéer.
Artens utbredningsområde är Madagaskar. Inga underarter finns listade i Catalogue of Life.